# باران‌ریزه

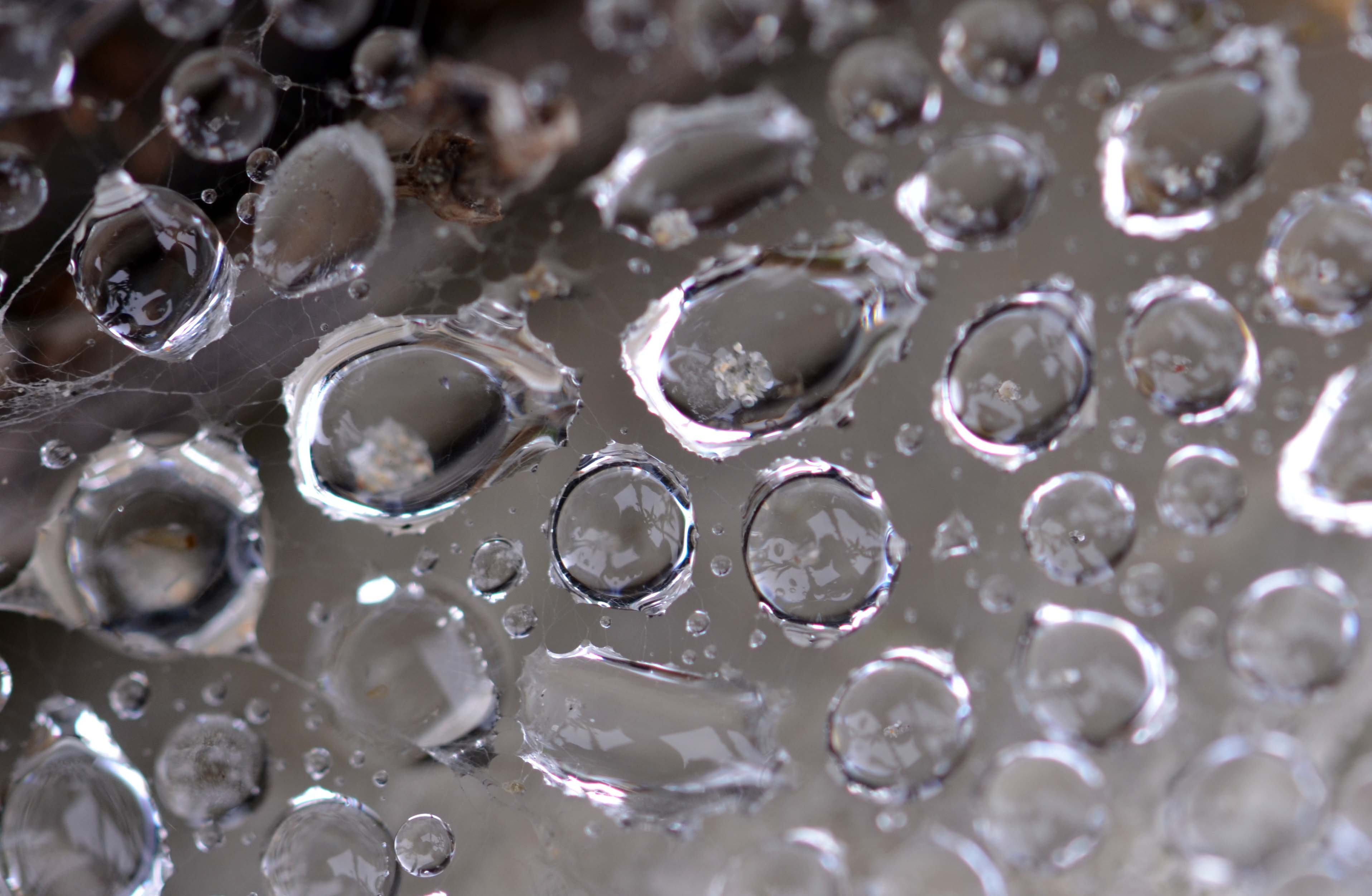
قطرات نشسته بر روی تار عنکبوت پس از بارش باران‌ریزه

باران‌ریزه به باران‌هایی با قطرات بسیار کوچک گفته می‌شود که حالتی بین مه و باران در هوا ایجاد می‌کند.
باران‌های با شدت بسیار خفیف شامل قطرات بسیار ریز که به ندرت به زمین می‌رسند باران ریزه (bruine) نامیده می‌شوند. اندازه قطرات باران ریزه کمتر از ۰٫۵ میلی‌متر است.

## توضیحات
قطر قطرات آن بسیار کوچک و کمتر از ۰٫۵ میلی‌متر است و از ابرهایی همچون استراتوس که کف آن پائین است ریزش می‌کنند باران ریزه‌ها به علت سبکی در هوا مقداری شناور می‌شوند و از این لحاظ می‌تواند حرکات خفیف هوا را نشان دهد. دریزل می‌تواند دید افقی را به کمتر از ۴ کیلومتر تقلیل دهد رفتن به زیر باران ریزه ناراحت‌کننده نیست و کمتر خیس می‌شویم و بعد از یک ساعت ریزش مقدارش حتی به یک میلی‌متر هم نمی‌رسد.